# 청춘 (2004년 영화)
청춘(The Youth, Yuva)은 인도에서 제작된 마니 라트남 감독의 2004년 영화이다. 아제이 데브건 등이 주연으로 출연하였고 마니 라트남 등이 제작에 참여하였다.

## 출연

### 주연
- 아제이 데브건
- 아비쉑 밧찬

### 조연
- 비벡 오베로이
- 옴 푸리
- 라니 무케르지

## 제작진
- 미술: 사부 시릴